# Gendün Tenpey Gyaltsen
Gendün Tenpey Gyaltsen (1728-1790) was een Tibetaans geestelijke. Hij was de tweede Ling rinpoche, een invloedrijke tulkulinie in Kham in oostelijk Tibet die verschillende ganden tripa's en leraren van de dalai lama voortbracht.
Op jonge leeftijd trok hij naar het Drepungklooster in Lhasa. Hier deed hij intensief onderzoek naar de vijf belangrijkste boeddhistische testen. Tijdens de monastieke debatten van Mönlamfestival in Lhasa verwierf hij aanzien onder boeddhistische geleerden vanwege zijn uitgebreide kennis. Hier verwierf hij de hoogste geshetitel Geshe Lharampa.
Hierop benoemde de zevende dalai lama hem tot patroongoeroe (u la) van het klooster Chökor Ling in Kham.